# Plateau de Markagunt

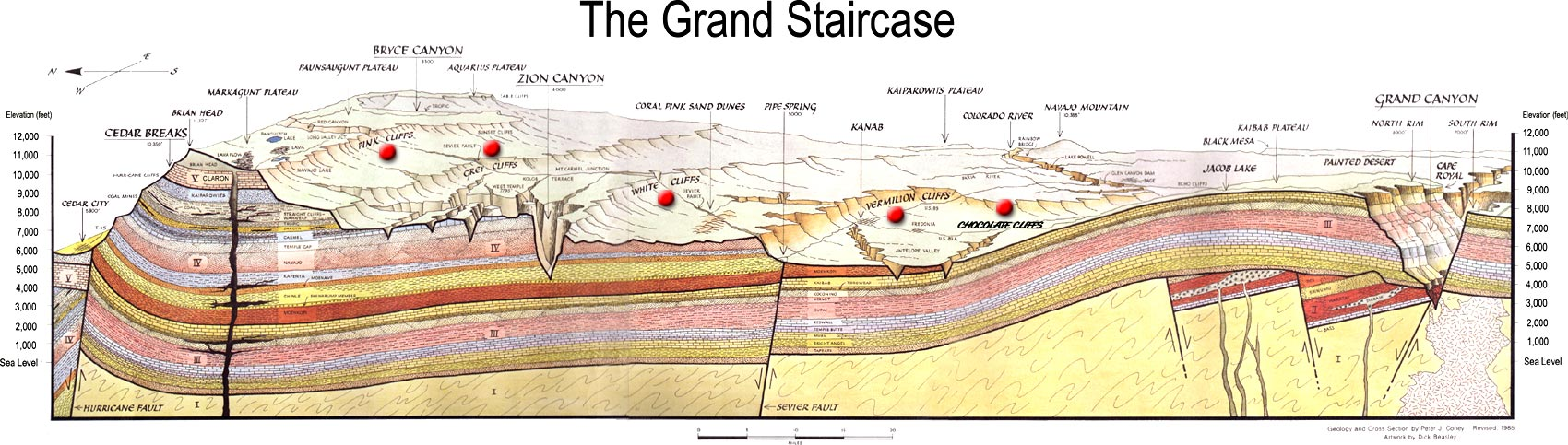
Schéma indiquant la position du plateau dans le Grand Staircase.

Le plateau de Markagunt (Markagunt Plateau en anglais) est un plateau élevé d'une superficie de 2 100 km2 localisé au sud-ouest de l'État de l'Utah compris entre l'Interstate 15 et la U.S. Route 89. Il fait partie des quelques plateaux qui constituent la partie la plus élevée du plateau du Colorado. Le plateau englobe une partie du Monument national de Cedar Breaks et du parc national de Zion. Le nom provient du nom Païutes qui signifie « Haut-pays des Arbres ».